# Ponto de fuga

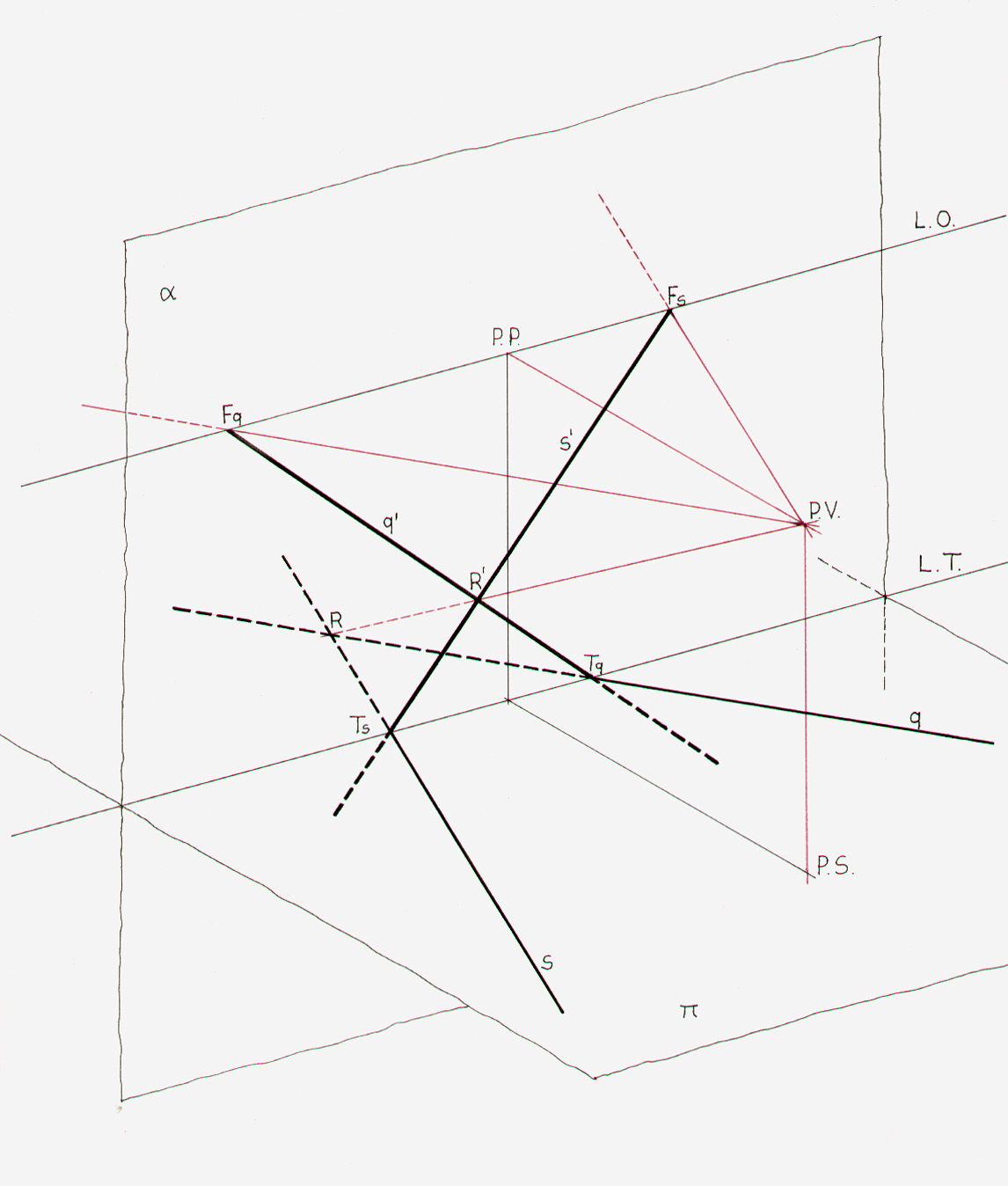
Figura 1. Esquema axonométrico do sistema de projeções com dois pontos de fuga.

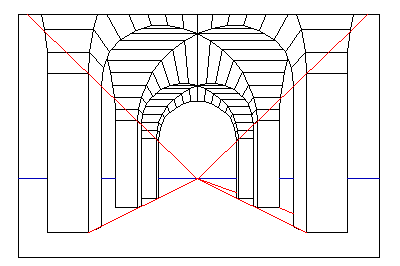
Figura 2. Perspectiva com um ponto de fuga.

Figura 3. Perspectiva com dois pontos de fuga.

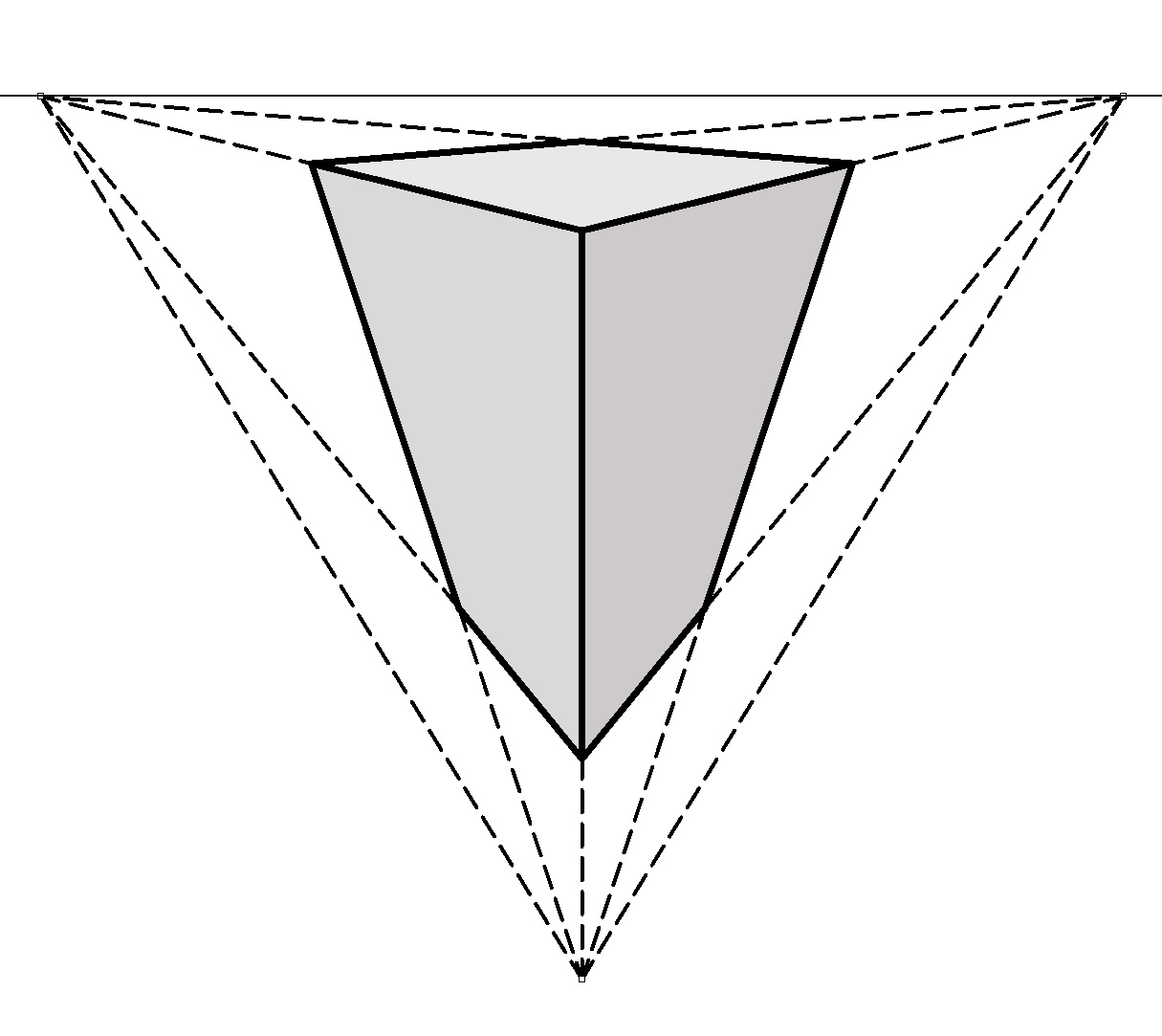
Figura 4. Perspectiva com três pontos de fuga.

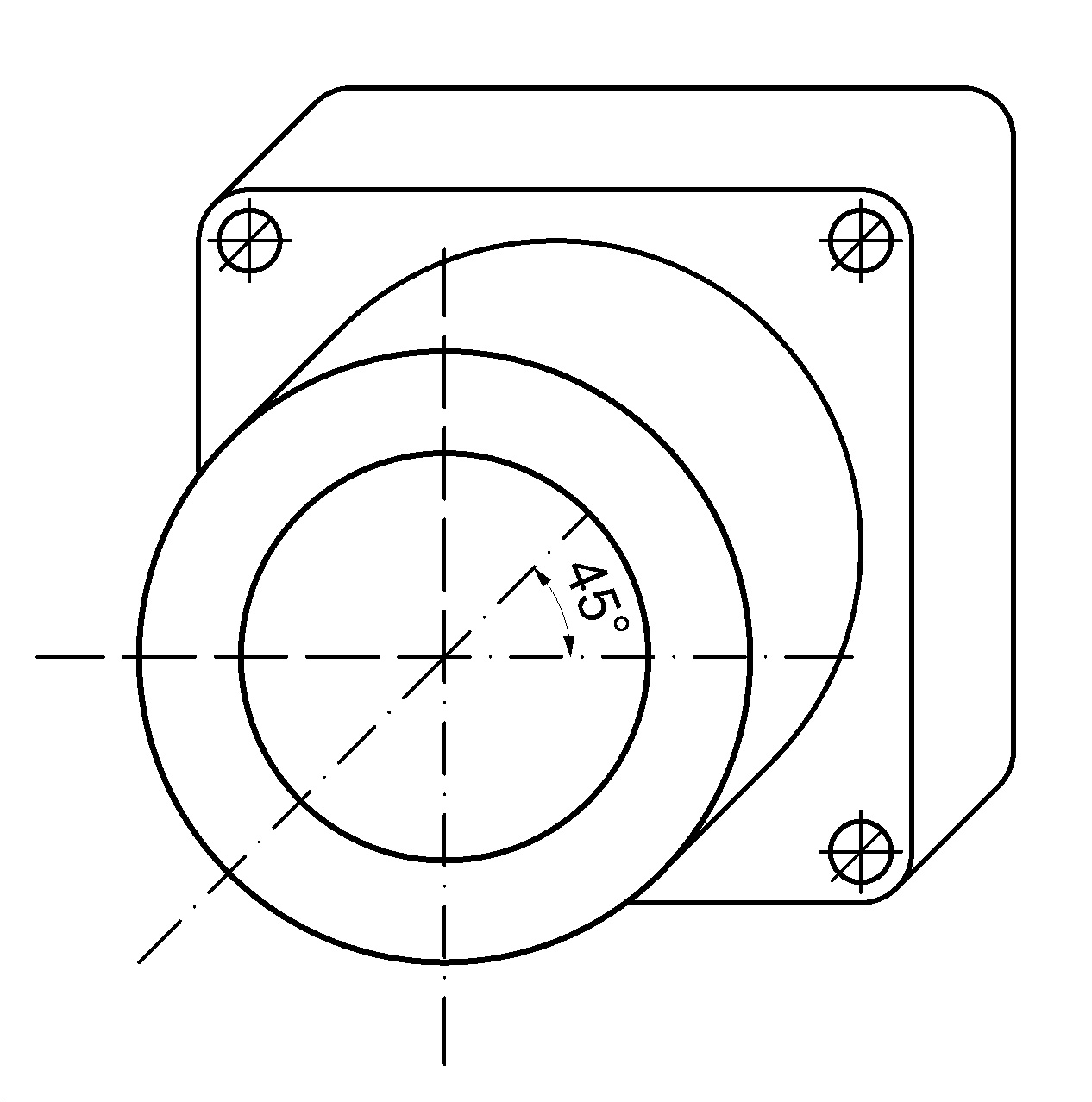
Figura 5. Perspectiva cavaleira com três pontos de fuga impróprios.

O ponto de fuga é um ente do plano de visão, que representa a interseção aparente de duas, ou mais, retas paralelas, segundo um observador num dado momento. Ele também pode ser chamado apenas de fuga.

## Representação gráfica
Na figura 1 encontram-se representados os seguintes elementos do sistema projetivo:
- o observador (Point View),
- a reta de fuga (linha do horizonte), que contêm os pontos de fuga Fq e Fs, e determinam a altura do observador em relação ao plano de terra,[3]
- o plano de visão, formado pelo observador (PV) e pelos pontos de fuga Fq e Fs,
- o plano do quadro (plano vertical), formado pelo ponto Fq, ou Fs,' e pela linha de terra ('LT),
- o plano de terra (conhecido também como geometral), determinado, no exemplo, pelas retas q e s.

## Aplicações na perspectiva

### Perspectiva com um ou dois pontos de fuga
Nesses processos de perspectiva, os pontos de fuga estão situados na reta de fuga (linha do horizonte), que é o resultado da interseção entre o plano de visão (que contém o observador) e o quadro, como consequência, todos os pontos de fuga[nota 1], destes tipos de perspectiva, estão situados na LH.
O Teorema de Desargues demonstra a colinearidade dos pontos de fuga.

### Perspectivas com três pontos de fuga
Os sistemas com três pontos de fuga foram criados por diferentes motivos e para aplicações diferentes. O terceiro ponto de fuga pode ser:
- vertical, que surge da necessidade de representar as retas verticais como elementos convergentes do campo visual (por se afastarem do observador). Este sistema também é utilizado para situações em que os objetos têm o eixo principal oblíquo em relação ao quadro;[5]
- inclinado, que é uma variação do ponto de fuga vertical, e é utilizado quando o observador está descentralizado;[5]

Como consequência geométrica da Teoria das projeções, a perspectiva com três pontos de fuga tem sempre dois pontos na linha do horizonte e o terceiro, referente às alturas, fora dela.

### Perspectivas quadridimensionais
Os sistemas de perspectiva quadridimensional são usados para representar a síntese do que é visto por um observador em movimento. O processo admite múltiplos pontos de fuga, bem como múltiplas linhas do horizonte. Neste sistema, os pontos de fuga estão situados nas linhas do horizonte.

### Perspectivas paralelas
Nos processos de perspectiva paralela, como: cavaleira, isométrica, dimétrica e trimétrica os pontos de fuga estão situados no infinito, sendo, portanto, pontos impróprios.